# Zoppoten
Zoppoten ist ein Ortsteil der Stadt Saalburg-Ebersdorf im Saale-Orla-Kreis in Thüringen.

## Geografie und Geologie
Zoppoten liegt um 500 m ü. NN an einer Hochfläche des Südostthüringer Schiefergebirges unmittelbar an bewaldeten Abhängen zum Bleilochstausee. Die L 1096 von Saalburg über die Saalebrücke nach Zoppoten am Dorf vorbeiführend bringt gute Verbindungen zum Umfeld.
Geologisch beurteilt, sind diese hier anstehenden Böden humusreich und mit einem hohen Feinerdeanteil angereichert, was eine gute Voraussetzung für stabile Erträge ist.
Mit den Linien 610 und 620 des Verkehrsunternehmens KomBus hat Zoppoten Anschluss an die Städte Schleiz, Bad Lobenstein, Lehesten, Naila und Ziegenrück.

## Nachbarorte
Nachbarorte sind westlich die Stadt Ebersdorf und der Ort Friesau, nördlich Röppisch und östlich Pöritzsch und die Stadt Saalburg.

## Geschichte
Die urkundliche Ersterwähnung von Zoppoten erfolgte am 14. August 1325.
Früher waren zwei Güter Vorgänger des Dorfes, ist überliefert. Einst führte hier die Handelsstraße von Nürnberg nach Leipzig über Saalburg vorbei.
Im Dorf leben 262 Einwohner (1. Januar 2016). Der landwirtschaftlich geprägte Ort widmet sich besonders den Urlaubern auf dem Lande und an der Saale.

## Persönlichkeiten
- Ferdinand Orlamünder (1847–1929), deutscher Gutsbesitzer und Politiker
- Gottlieb Schwalbe (1830–1907), Pfarrer in Zoppoten und Politiker